# Trol (película de 2022)
Troll (Trol en España e Hispanoamérica) es una película noruega de monstruos dirigida por Roar Uthaug, que coescribió con Espen Aukan. Protagonizada por Ine Marie Wilmann, Kim Falck, Mads Sjøgård Pettersen, Gard B. Eidsvold, Pål Richard Lunderby y Eric Vorenholt, fue estrenada el 1 de diciembre de 2022 en la plataforma Netflix.

## Argumento
Después de la muerte de varios manifestantes en las montañas de Dovre, el gobierno noruego busca la ayuda de una paleontóloga, Nora Tidemann, quien se une al asesor del primer ministro, Andreas, y a un miembro del ejército noruego, el soldado Cris. Los tres buscan la ayuda del padre experto en folklore de Nora, Tobias, quien en el pasado perdió su trabajo por su creencia en la existencia de criaturas míticas como los troles. El grupo determina que un trol de 150 pies de altura es responsable de la muerte de los manifestantes, y que deben evitar que la criatura cause más estragos y que su gobierno exacerbe la situación.
Mientras el trol se dirige a la capital de Noruega, Oslo, la primera ministra ordena una evacuación completa de la ciudad. Nora pierde su asiento en la mesa y Andreas renuncia a su puesto tras enterarse del plan del gobierno para destruir al trol con una bomba nuclear en Oslo. Nora hace un último intento por averiguar la verdad sobre la criatura. Las notas de Tobias los llevan al castillo real, donde se encuentran con el jefe de la corte Rikard Sinding, quien revela la verdad sobre los troles en Noruega. Tobias había tenido razón todo el tiempo; estas criaturas míticas solían caminar por la tierra. Cuando el padre de Nora se acercó demasiado a la verdad, Sinding lo envió a un hospital de salud mental. El palacio real fue construido sobre el palacio del rey Trol después de que los cristianos masacraran a su familia trol y lo dejaran por muerto dentro de una caverna en las montañas Dovre. La criatura se dirige a Oslo en un intento de regresar a casa.
Al descubrir que los troles son sensibles a la luz solar, Nora y Kris planean exponer al trol a la luz ultravioleta de varias camas de bronceado. Mientras Kris pide a sus compañeros soldados que hagan la trampa para troles, Andreas le pide a su amiga Sigrid en las instalaciones secretas del gobierno que retrase el bombardeo de Oslo. Sigrid piratea el sistema militar para detener el ataque nuclear. Nora y Andreas colocan el cráneo de uno de los bebés trol en la parte trasera del camión de la Reina y lo atraen a la trampa de luz ultravioleta. Nora cambia de opinión en el último momento, apaga las luces e intenta salvar la vida de la criatura. Sin embargo, el sol se eleva en un cielo despejado y mata al trol. Mientras todos los demás se regocijan, Andreas y Nora se preguntan si aún quedan más troles vivos en las profundidades de las montañas de Noruega.
Posteriormente, otro trol se levanta de los escombros dentro de la cueva de la montaña Dovre.

## Reparto
- Ine Marie Wilmann como Nora Tidemann
  - Ameli Olving Sælevik como joven Nora Tidemann
- Kim Falck como Andreas Isaksen
- Mads Sjøgård Pettersen como Kristoffer Holm
- Gard B. Eidsvold como Tobias Tidemann
- Anneke von der Lippe como Berit Moberg
- Fridtjov Såheim como Frederick Markussen
- Dennis Storhøi como General Sverre Lundev
- Karoline Viktoria Sletteng Garvang como Sigrid Hodne
- Yusuf Toosh Ibra como Amir
- Bjarne Hjelde como Rikard Sinding
- Billy Campbell como Dr. David Secord
- Jon Ketil Johnsen como Profesor Møller
- Duc Paul Mai-The como Profesor Wangel
- Ingrid Vollan como Oddrun Gundersen
- Trond Magnum como Lars Gundersen
- Pål Richard Lunderby como Fisker
- Eric Vorenholt como oficial de OPS
- Hugo Mikal Skår como a piloto de helicóptero

## Estreno
El tráiler de la película fue lanzado por Netflix en YouTube el 2 de noviembre de 2022. El filme se estrenó a través de la plataforma Netflix el 1 de diciembre de 2022.

## Recepción
Trol recibió reseñas generalmente mixtas de parte de la crítica y de la audiencia. En el sitio web especializado Rotten Tomatoes, la película posee una aprobación de 90%, basada en 29 reseñas, con una calificación de 6.5/10, mientras que de parte de la audiencia tiene una aprobación de 50%, basada en más de 1000 votos, con una calificación de 3.2/5.
En el sitio IMDb los usuarios le asignaron una calificación de 5.8/10, sobre la base de mpas de 47 000 votos, mientras que en la página web FilmAffinity la cinta tiene una calificación de 4.9/10, basada en 1207 votos.